# Synallaxe roux
Synallaxis unirufa
Espèce
Statut de conservation UICN

 LC  : Préoccupation mineure
Le Synallaxe roux (Synallaxis unirufa) est une espèce de passereaux de la famille des Furnariidae.

## Répartition
Il peuple la moitié nord de la cordillère des Andes.

## Habitat
On le trouve dans les forêts humides de montagne tropicales ou subtropicales d'Amérique latine.

## Sous-espèces
L'espèce comporte quatre sous-espèces :
- S. unirufa munoztebari (Phelps, 1953) vit dans la Serranía de Perijá au nord-est de la Colombie ;
- S. unirufa meridana (Hartert, 1917) vit dans la Cordillère des Andes en Colombie et au Venezuela ;
- S. unirufa unirufa (Lafresnaye, 1843) vit dans les Andes de Colombie et d'Équateur ;
- S. unirufa ochrogaster (Zimmer, 1935) vit dans les Andes du Pérou.